# 瑞士宗教
瑞士宗教（15歲以上的人口；2023年）

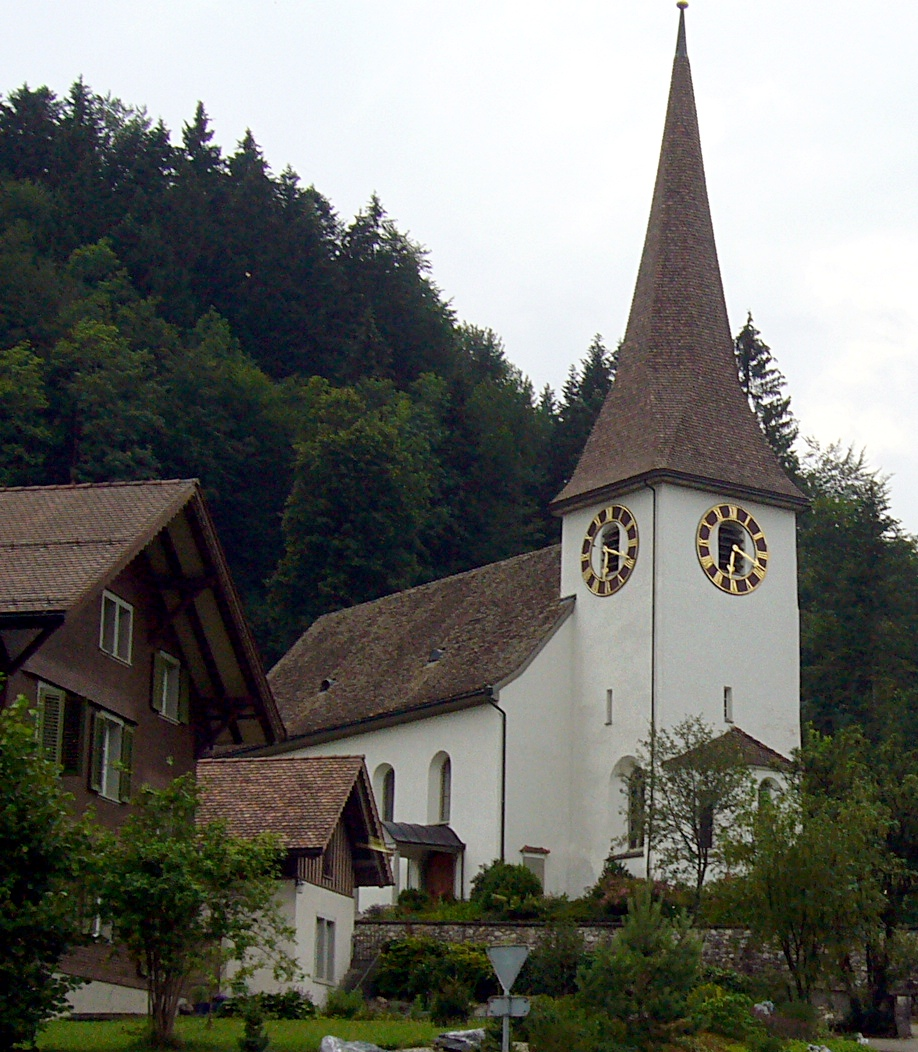
菲申塔尔的教堂，位于苏黎世州的一个村庄

基督教是瑞士的主要宗教，它的存在可以追溯到罗马时代。自16世纪以来，瑞士的基督教传统上分为天主教和新教。然而，自20世纪末以来，人们对基督教的信奉已经大幅下降，从1980年的接近94%下降到2018年的约64%。
瑞士没有国教，尽管大多数州（除了日内瓦和纳沙泰尔）承认官方教会（联邦教会），在所有情况下包括天主教会和瑞士新教教会。这些教堂，在一些州还有旧天主教会和犹太教，都是通过对信徒的官方税收来筹集资金的。
联邦统计局公布的截至2018年的宗教人口统计数据如下（基于对20万15岁以上人群的调查）：63.9%信仰基督教（包括35.2%的天主教、23.1%的改革宗和5.6%的其他教派），28.0%不信仰宗教，5.3%信仰穆斯林，0.2%信仰犹太教，1.3%信仰其他宗教。
2018年，天主教占37.2%（3182082人），瑞士归正会占24.7%（2109360人）。